# Referéndum de las Islas Marianas del Norte de 1983
Un referéndum para convocar a una Convención Constitucional tuvo lugar en las Islas Marianas del Norte el 5 de noviembre de 1983. La propuesta fue aprobada por los electores. Posteriormente un referéndum de 44 partes tuvo lugar 1985.

## Antecedentes
El referéndum fue realizado acorde al Capítulo XVIII, artículo 2 de la constitución, el cual establece de que debe haber un referéndum para convocar a una Convención Constitucional cada diez años.  A los electores se les preguntó: «Debería haber una convención constitucional para proponer enmiendas para la Constitución?»